# Helena Arnetová
Helena Arnetová (rozená Klimešová, * 5. února 1948 Praha) je česká zpěvačka altistka, členka souboru C&K Vocal. Jejím manželem byl Ladislav Kantor. Její pravděpodobně nejznámější písní byla skladba Ponorná řeka lásky (hudba: Jiří Cerha, text: Ladislav Kantor).

## Nahrávky

### S C&K Vocalem
- 1975 Generation (Supraphon/Artia),[3]
- 1977 Generace (Supraphon),[4]
- 1981 Growing Up Time (Supraphon/Artia)[5]

- 1985 Balada o Zemi[6]

### Sólová alba
- 1988 Helena Arnetová, C & K Vocal: Všechno nebo nic..., Panton, reedice Supraphon 2015[7]
- 1990 Helena Arnetová: V nijakém městě, Panton, reedice: Supraphon 2017[8]